# Fernando Bustos
Fernando Bustos (* 1. August 1944 in Mexiko-Stadt; † 23. September 1979 bei Tepeji del Río de Ocampo, Hidalgo) war ein mexikanischer Fußballspieler auf der Position des Außenstürmers. 

## Leben

### Verein
Mit 15 Jahren stieß Bustos zum in seiner Heimatstadt ansässigen Verein Unión Obrera, in dessen Nachwuchsmannschaften er von 1959 bis 1963 spielte. 
Seinen ersten Profivertrag erhielt Bustos für die Saison 1963/64 beim Zweitligisten Cruz Azul, für den er sein Debüt am 22. Dezember 1963 in einem Heimspiel gegen Deportivo Tepic absolvierte. Am Ende derselben Saison gewann Cruz Azul die Zweitligameisterschaft und schaffte den Aufstieg in die Primera División, in der die Mannschaft seither ununterbrochen vertreten ist. 
Bustos sollte als erster Superstar und erfolgreichster Spieler in die Vereinsgeschichte der Cementeros eingehen, mit denen er zwischen 1968/69 und 1978/79 sechs der bis heute insgesamt acht Meistertitel gewann. In den 16 Jahren zwischen 1963 und 1979 spielte er lediglich während der Saison 1976/77 für einen anderen Verein, den ebenfalls in der Hauptstadt beheimateten Atlético Español.
Sein letztes Tor erzielte er am 6. Januar 1979 beim 4:1-Sieg der Cementeros über Chivas Guadalajara im Aztekenstadion von Mexiko-Stadt.

### Nationalmannschaft
Zwischen 1967 und 1973 absolvierte Bustos insgesamt 38 Einsätze für die mexikanische Nationalmannschaft, bei denen er elf Treffer erzielte. 
Sein Länderspieldebüt feierte er am 5. Januar 1967 beim 3:0-Sieg über die Schweiz. Sein erstes Länderspieltor steuerte er am 12. März 1967 zum 4:0-Sieg gegen Trinidad und Tobago bei. Sein einziger Doppelpack für die Nationalmannschaft gelang ihm am 28. Mai 1968 beim 2:2 gegen Uruguay. Sein letztes Länderspieltor erzielte er am 16. Oktober 1973 beim 2:0-Sieg gegen die USA. Sein letztes Länderspiel bestritt er am 3. Dezember 1973 in einem WM-Qualifikationsspiel gegen Honduras, das 1:1 endete. 

### Tod
Fernando Bustos Castañeda verstarb am 23. September 1979 im Alter von nur 35 Jahren, als er auf der Autobahn von Mexiko-Stadt nach Santiago de Querétaro unweit der Stadt Tepeji del Río de Ocampo im Bundesstaat Hidalgo in einen schweren Verkehrsunfall verwickelt war. 

## Erfolge
- Mexikanischer Meister: 1968/69, México 70, 1971/72, 1972/73, 1973/74, 1978/79
- Zweitligameister: 1963/64
- Mexikanischer Pokalsieger: 1969
- Mexikanischer Supercup: 1969, 1974
- CONCACAF Champions’ Cup: 1969, 1970, 1971